# Aletis
Aletis is een geslacht van vlinders uit de familie van de spanners (Geometridae) en de onderfamilie Sterrhinae.

## Soorten
- Aletis erici Kirby, 1896
- Aletis helcita (Linnaeus, 1763)
- Aletis vicina Gaede, 1917